# Myrianthus fosi
Myrianthus fosi är en nässelväxtart som beskrevs av Martin Roy Cheek. Myrianthus fosi ingår i släktet Myrianthus och familjen nässelväxter. Inga underarter finns listade i Catalogue of Life.